# Saison 2016 des Blue Jays de Toronto
La saison 2016 des Blue Jays de Toronto est la 40e saison en Ligue majeure de baseball pour cette franchise. 
Pour la deuxième année de suite, les Blue Jays participent aux éliminatoires et atteignent la Série de championnat de la Ligue américaine. En saison régulière, ils gagnent 4 matchs de moins que l'année précédente et glissent du premier au second rang de la division Est de la Ligue américaine avec 89 victoires et 73 défaites, à 4 matchs des meneurs, Boston, mais leur performance est suffisante pour leur assurer un 3e bilan positif en autant d'années. À égalité avec les Orioles de Baltimore au second rang, les Blue Jays battent ces derniers à Toronto lors du match de meilleur deuxième de la Ligue américaine, puis ils éliminent pour le deuxième automne de suite les Rangers du Texas en Série de divisions avant de s'avouer vaincus face à Cleveland en Série de championnat. 

## Contexte
En 2015, les Blue Jays mettent fin à ce qui était la plus longue séquence active de saisons consécutives sans participer aux séries éliminatoires en se qualifiant pour la première fois depuis 1993. Ils remportent du même coup leur premier titre de la division Est de la Ligue américaine en 22 ans grâce à 93 victoires contre 69 défaites, 10 succès de plus qu'en 2014 et leur meilleure performance depuis 1993. En saison régulière 2015, les frappeurs des Blue Jays dominent largement les majeures avec 891 points marqués et 232 coups de circuit. Le club est mené par Josh Donaldson qui, à sa première saison à Toronto, est élu joueur par excellence de la Ligue américaine. Les Jays atteignent la Série de championnat 2015 de la Ligue américaine mais perdent contre Kansas City.

## Calendrier pré-saison
L'entraînement de printemps 2016 des Blue Jays se déroule du 1er mars au 2 avril.

## Saison régulière
La saison régulière de 162 matchs des Blue Jays débute le 3 avril par une visite aux Rays de Tampa Bay et se termine le 2 octobre suivant. Le match d'ouverture local au Centre Rogers de Toronto est joué le 8 avril contre les Red Sox de Boston.

### Classement
| Ligue américaine division Est | V  | D  | %    | Diff. | Diff. (séries) |
| ----------------------------- | -- | -- | ---- | ----- | -------------- |
| Red Sox de Boston             | 93 | 69 | ,574 | -     | -              |
| Blue Jays de Toronto          | 89 | 73 | ,549 | 4     | -              |
| Orioles de Baltimore          | 89 | 73 | ,549 | 4     | -              |
| Yankees de New York           | 84 | 78 | ,519 | 9     | 5              |
| Rays de Tampa Bay             | 68 | 94 | ,420 | 25    | 21             |

## Affiliations en ligues mineures
| Niveau            | Équipe                       | Ligue                   |
| ----------------- | ---------------------------- | ----------------------- |
| AAA               | Bisons de Buffalo            | Pacific Coast League    |
| AA                | Fisher Cats de New Hampshire | Eastern League          |
| A-Advanced        | Blue Jays de Dunedin         | Florida State League    |
| A                 | Lugnuts de Lansing           | Midwest League          |
| A (saison courte) | Canadiens de Vancouver       | Northwest League        |
| Ligue des recrues | Blue Jays de Bluefield       | Appalachian League      |
| Ligue des recrues | GCL Blue Jays                | Gulf Coast League       |
| Ligue des recrues | DSL Blue Jays                | Dominican Summer League |